# Флинт Крик (Оклахома)
Флинт Крик (енгл. Flint Creek) насељено је место без административног статуса у америчкој савезној држави Оклахома.

## Демографија
По попису из 2010. године број становника је 732, што је 152 (26,2%) становника више него 2000. године.
| Група             | 2000.       | 2010.       |
| Белци             | 483 (83,3%) | 475 (64,9%) |
| Афроамериканци    | 1 (0,2%)    | 4 (0,5%)    |
| Азијати           | 0 (0,0%)    | 6 (0,8%)    |
| Хиспаноамериканци | 5 (0,9%)    | 23 (3,1%)   |
| Укупно            | 580         | 732         |